# Román Ongpin
Román Tanbensiang Ongpin (Manila, 28 febbraio 1847 – Manila, 10 dicembre 1912) è stato un imprenditore filippino.
Capostipite della famiglia Ongpin, nacque da genitori originari della Cina. Commerciante di successo, fu altresì noto per il suo sostegno a favore dei rivoluzionari durante la rivoluzione filippina e la guerra filippino-americana.

## Biografia
Fu un importante imprenditore della seconda parte del XIX secolo che aiutò numerosi rivoluzionari filippini durante la rivoluzione filippina e la guerra filippino-americana.

La statua di Román Ongpin eretta di fronte alla Chiesa di Binondo

Morì il 10 dicembre 1912 a Manila, all'età di sessantacinque anni, per una serie di problemi cardiaci. Come da sua richiesta, la sua salma fu vestita con un barong tagalog ed esposta con una solenne cerimonia, prima della sepoltura presso il Manila North Cemetery.
Ongpin è sempre stato molto stimato dalla cittadinanza di Manila, in particolare dai dipendenti delle sue aziende, che lo chiamavano «Don Román». La Calle Sacristia a Manila fu rinominata Ongpin Street il 17 settembre 1915, mentre una statua fu eretta in suo onore tra la Chiesa e la Plaza de Binondo (oggigiorno nota come Plaza San Lorenzo Ruiz).